# アクアマリン (音楽ユニット)
アクアマリン（Aquamarine）は日本の音楽ユニット。自然や星、旅などを題材にして生命の大切さや生きることの素晴らしさをテーマとした曲を歌う。通称アクマリ。各地の天文関係のイベントなどでライブを行っている。

## メンバー
- Sachiko（1975年12月25日 - ）ボーカル担当。神奈川県平塚市出身。
- ミマス （1971年5月27日 - ）作詞、作曲、キーボード、ギター担当。神奈川県茅ヶ崎市出身。
  - 名前の由来は、土星の衛星、ミマス。内部には水の海があると推測されている。
  - 神奈川県立茅ケ崎北陵高等学校[1]、法政大学文学部地理学科出身[1]。

二人は2006年12月10日に結婚した。

## 略歴
- 1998年6月 結成。
- 同年8月 長野県諏訪郡原村の八ヶ岳自然文化園で行われるサマーホリデーin原村星まつりにて初ライブ。

このライブが、COSMOSの合唱曲化のきっかけとなった。
- 1999年4月21日 『COSMOS』でメジャーデビュー。
- 2001年4月21日 所属事務所より独立。以後はインディーズで活動。
- 2006年12月10日 ミマスとsachikoが結婚。
- 2008年6月 結成10周年を迎えた。

## ディスコグラフィー

### メジャー時代
最初の2枚のシングルとアルバムはG-Wave Factory（販売：バンダイ・ミュージックエンタテインメント）から、「熱情」はスケアクロウ（販売：ポニーキャニオン）から発売。メジャー時代のものは、現在は廃盤である。 

#### シングル
1. COSMOS（1999年4月21日発売、規格品番：CWCD-8001）
2. 流星（1999年8月21日発売、規格品番：CWDA-10）
3. 熱情（2000年5月17日発売、規格品番：SZCG-9）

#### アルバム
1. Tales of Stars（1999年11月21日発売、規格品番：CWCA-8）

### 独立後
独立後のものは、アクアマリンのライブ会場や公式サイトの通信販売、星ナビの誌上販売・ネット販売、スターゲイズのネット販売、新星堂茅ヶ崎店の店頭などで販売されている。

#### アルバム
1. 天の川のひとしずく（2001年4月28日発売、規格品番：SBAM00301）
2. Songs of COSMOS（2002年6月2日発売、規格品番：SBAM00302）
3. 星景歌集（2003年8月6日発売、規格品番：SBAM00303）
4. We are not alone（2004年8月14日発売、規格品番：SBAM00304）
5. 海と大陸と南天の星（2006年7月2日発売、規格品番：SBAM00305）
6. 地球星歌（2010年11月13日発売、規格品番：SBAM00306）
7. LIFE（2015年2月13日発売、規格品番：SBAM00307）
8. 宇宙の森（2020年11月29日発売、規格品番：SBAM00308）

#### ミニアルバム
1. 太陽の翼（2008年8月22日発売、規格品番：SBAM01303）

下記の2つのミニアルバムは、2008年現在いずれも絶版である。
1. COSMOS 2002 〜君も星だよ〜
2. COSMOS　〜スターウイーク・ミニアルバム〜（2006年8月1日発売）

#### ライブDVD
1. LIVE! LIVE! LIVE! FEEL COSMOS!（2008年8月22日発売、規格品番：SBAM02301）

## ラジオ
- ミマスの星空音楽館（FM湘南ナパサ）

## 連載コラム
- アクアマリンの誌上演奏会（『星ナビ』連載、ミマス執筆）